# Skadarsko jezero
Skadarsko jezero je najveće jezero Balkanskog poluotoka. Ovisno o vodostaju, rasprostire se između 370 i 540 kvadratnih kilometara. Jezero je bogato rijetkim ribama i pticama, a u vodi je obilje bilja.
Na jezeru je 50 otoka, a na nekim od njih su stare utvrde i manastiri. Niz otočića koji se protežu uz crnogorsku stranu obalu nazivaju se Krajinski arhipelag.
Iz jezera istječe rijeka Bojana koja se 30 km dalje ulijeva u Jadransko more. Neposredno nakon izlaska iz jezera, Bojana prima vodu iz pritoke Drima. Povijest bilježi slučajeve kada je Bojana tekla uzvodno, a to se događalo kada bi vodostaj jezera pao, pa bi voda iz Drima tekla koritom Bojane u Skadarsko jezero.
Uz jezero se nalaze naselja Skadar, Krajina, Vranjina, Žabljak, Obod i Cetinje.
Jezero je s crnogorske strane Nacionalni park, proglašen 1983. Nedavno je Albanija predložila Crnoj Gori gradnju zajedničke nuklearke na jezeru, no ideja nije naišla na odobravanje crnogorske javnosti.
Ranije se jezero nazivalo Labeatis palus, Lacus Labeatum, Blato skadarsko, Jezero skadarsko, Dioklitijsko jezero, Bojansko jezero i Zetsko jezero.

## Vanjske poveznice
|  | Zajednički poslužitelj ima još gradiva o temi Skadarsko jezero |